# Villa Krause
Villa Krause é uma cidade da Argentina, localizada na província de San Juan